# Кантерно (озеро)
Кантерно (итал. Canterno) — бессточное карстовое озеро в центральной части Италии. Располагается в 5 км южнее Фьюджи на территории провинции Фрозиноне в Лацио.
Кантерно находится на высоте 538 м над уровнем моря в южной части гор Эрничи, входящих в состав Субапеннин Лацио. Акватория озера имеет неправильную форму, вытянутую в субмеридиональном направлении на 1,7 км и шириной в 0,7 км. Площадь — 0,65 км². Наибольшая глубина — 30 м. Объём — 13,6 млн м³. На северо-западе в Кантерно впадает река Дилувио. Площадь водосборного бассейна озера составляет 66,9 км².
В 1997 году на базе озера был создан одноимённый природный заповедник (категория МСОП — IV) площадью 18,24 км².